# 张先甲
张先甲，清朝人，是一名清朝政治人物。
张先甲曾于1817年接替陈居敬任奉贤县知县一职，1818年由周遐福接任。